# Briefmarken-Jahrgang 1943 der Post des Japanischen Kaiserreichs
Der Briefmarken-Jahrgang 1943 der Post des Japanischen Kaiserreichs umfasst zwei Freimarken aus dem Satz „Nationales Verteidigungsprogramm“ zu dem insgesamt 9 Marken gehören.
Die Briefmarken aus diesem Jahrgang weisen wie alle japanischen Briefmarken bis zum Ende des Zweiten Weltkriegs ein „Chrysanthemenwappen“ auf, das kaiserliche Siegel Japans. Der Landesname 大日本帝国郵便 (Dainippon-teikoku-yuubin, „Post des Großjapanischen Reichs“) ist in Siegelschrift geschrieben mit der Leserichtung im Horizontalen von rechts nach links. Die Währungseinheit ist Sen (銭 „sen“, 1 Yen = 100 Sen).

## Liste
Die Freimarken des Jahrgangs 1943 sind im Folgenden nach Ausgabedatum sortiert gelistet. Nicht aufgeführt sind Variationen und Briefmarken der japanischen Besatzungszonen.
| Freimarken |                                           |                                  |             |        |              |            |           |
| Briefmarke | Motiv                                     | Satz                             | Farbe       | Wert   | Ausgabedatum | Gültig bis | Auflage   |
|            | Arbeiterin                                | Nationales Verteidigungsprogramm | rotbraun    | 1 Sen  | 1. Januar    | 31.8.1947  | unbekannt |
|            | Torii des Yasukuni-Shintō-Schreins, Tokio | Nationales Verteidigungsprogramm | grauviolett | 17 Sen | 21. Februar  | 31.8.1947  | unbekannt |